# Маяк (Довжанський район)
Мая́к  — село в Україні, у Довжанській міській громаді Довжанського району Луганської області.
Знаходиться на тимчасово окупованій території України.

## Географія
Географічні координати: 48°7' пн. ш. 39°46' сх. д. Часовий пояс — UTC+2. Загальна площа села — 42,2 км².
Село розташоване у східній частині Донбасу за 21 км від Довжанська. Найближча залізнична станція — Красна могила, за 5 км. Через село протікає річка Верхнє Провалля.

## Історія
Засноване 1938 року як хутір Маяк в зв'язку з організацією однойменного радгоспу. Назва села утворена дублюванням найменування радгоспу.
Статус села — з 1956 року.
12 червня 2020 року, відповідно до Розпорядження Кабінету Міністрів України № 717-р «Про визначення адміністративних центрів та затвердження територій територіальних громад Луганської області», увійшло до складу Довжанської міської громади.
17 липня 2020 року, в результаті адміністративно-територіальної реформи та ліквідації  колишніх Довжанського (1938—2020) та Сорокинського районів, увійшло до складу новоутвореного Довжанського району.

## Населення
За даними перепису 2001 року населення села становило 196 осіб, з них 100% зазначили рідною мову російську.

## Пам'ятки
Поблизу села досліджені курганні поховання епохи бронзи.